# 69e Legerkorps z.b.V. (Wehrmacht)
Het Duitse 69e Legerkorps z.b.V. (Duits: Generalkommando LXIX. Armeekorps zur besonderen Verwendung) was een Duits legerkorps van de Wehrmacht tijdens de Tweede Wereldoorlog. Het korps kwam alleen in actie in Kroatië. 

## Krijgsgeschiedenis

### Oprichting
Het 69e Legerkorps z.b.V. werd opgericht op 20 januari 1944 in Kroatië door omdopen van het  69e Reservekorps.

## Commandanten

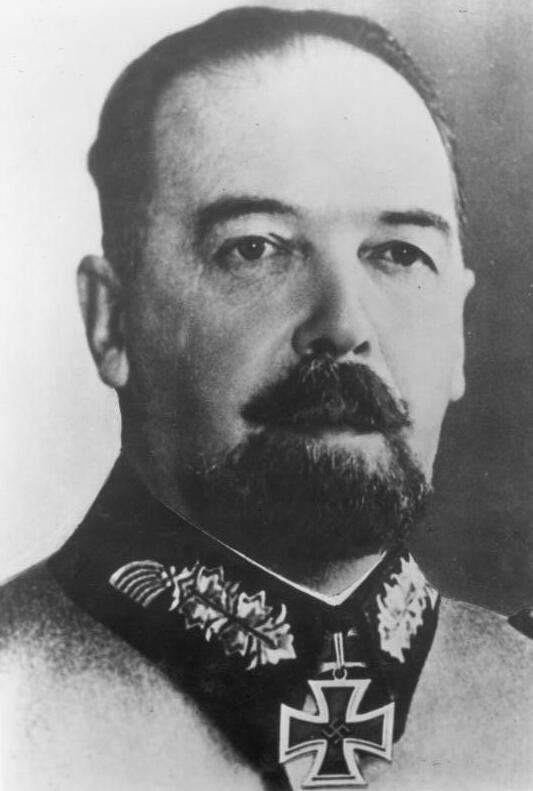
General Julius Ringel

### Inzet
Het korps werd voornamelijk ingezet in het gebied tussen Zagreb en Ljubljana voor bescherming van de railverbindingen en acties tegen partizanen. Stafkwartier was in Zagreb. Op 19 maart nam het korps deel aan Operatie Margarethe, de Duitse bezetting van Hongarije. In juli en augustus 1944 beschikte het korps over de 1e Kosakkendivisie en 98e en 373e Infanteriedivisies. Op 26 januari 1945 voerde het korps het bevel over de 1e Kosakkendivisie en Reserve-Jäger-Regiment 1. Eind april 1945 sloot het korps zich aan bij de algehele Duitse terugtocht. Deze ging van Zagreb, via Celje naar Oost-Karinthië.
Het 69e Legerkorps z.b.V. capituleerde op 8 mei 1945 in Oost-Karinthië.

## Bovenliggende bevelslagen
| Leger              | Legergroep     | Plaats/regio | Begin           | Eind          |
| ------------------ | -------------- | ------------ | --------------- | ------------- |
| 2. Panzerarmee     | Heeresgruppe F | Kroatië      | 20 januari 1944 | december 1944 |
| direct onder bevel | Heeresgruppe F | Kroatië      | januari 1945    | 23 maart 1945 |
| direct onder bevel | Heeresgruppe E | Kroatië      | 23 maart 1945   | 8 mei 1945    |

## Commandanten[1][2]
| Rang                      | Naam          | Begin           | Eind          |
| ------------------------- | ------------- | --------------- | ------------- |
| General der Infanterie    | Ernst Dehner  | 20 januari 1944 | 31 maart 1944 |
| General der Gebirgstruppe | Julius Ringel | 1 april 1944    | 23 juni 1944  |
| General der Infanterie    | Helge Auleb   | 24 juni 1944    | 8 mei 1945    |